# Midnatt vid floden
Midnatt vid floden (originaltitel: Midnight Bayou) är en amerikansk långfilm från 2009 i regi av Ralph Hemecker. 

## Handling
Advokaten Declan Fitzpatrick har precis köpt godset Manet Hall. Han börjar förföljas av mardrömslika syner som han inte vet hur han ska handskas med, och vem är den mystiske Lena Simone som verkar ha en koppling till husets förflutna?

## Om filmen
Filmen, som är baserad på boken med samma namn av Nora Roberts, är inspelad i New Orleans där filmen också utspelar sig.

## Rollista i urval
- Jerry O'Connell - Declan Fitzpatrick
- Lauren Stamile - Lena Simone
- Isabella Hofmann - Lilibeth Simone
- Alan Ritchson - Lucian Manet
- Faye Dunaway - Odette Simone
- Ciera Payton - Effie